# Fausto Colombo
Fausto Colombo (Milano, 16 aprile 1955 – Monza, 14 gennaio 2025) è stato un sociologo italiano.

## Biografia
Laureato in Filosofia nel 1978 presso l'Università Cattolica del Sacro Cuore di Milano, ha conseguito nel 1982 la Specializzazione in Scienze della Comunicazione presso la Scuola Superiore delle Comunicazioni Sociali della stessa università. Dal 1983 al 1986 è stato docente di Storia e Filosofia presso il Liceo Classico del Collegio Gallio di Como, istituto dove già era stato studente.
Dal 1987 al 1998 è stato ricercatore presso la facoltà di Scienze dell'Educazione dell'Università Cattolica, dove è poi stato professore associato dal 1998 (prima presso la Facoltà di Lettere e Filosofia e poi presso la Facoltà di Scienze Politiche) e professore ordinario dal 2003 presso la Facoltà di Scienze Politiche (ora Facoltà di Scienze Politiche e Sociali).
Ha ideato e fondato nel 1994 l'Osservatorio sulla Comunicazione: centro di ricerca sui media dell'Università di cui è stato direttore fino al 2012.
Dal 2013 al 2016 è stato professore incaricato del corso Genres and Formats presso l'Università della Svizzera Italiana a Lugano. È stato Visiting Professor nel 2014 presso l'Université Sorbonne (Parigi), dove era stato anche membro del Comitato scientifico del Celsa, e nel 2018 a Lione presso l'Université Lumière Paris 2. È stato infine titolare della UNESCO Chair in Comunicazione Internazionale presso l'Université Stendhal di Grenoble nel 2015.
Colombo è stato vicepresidente del Comitato Regionale per la Radio e la Televisione della Regione Lombardia, consulente per il Summit della Comunicazione di Telecom, membro del Comitato Scientifico della Triennale di Milano, revisore di progetti europei e italiani e coordinatore di Progetti di Ricerca di Interesse Nazionale.
Fu direttore del Dipartimento di Scienze della Comunicazione e dello Spettacolo dell'Università Cattolica del Sacro Cuore e docente del corso di Teoria della comunicazione dei media e di Media e politica presso la facoltà di Scienze Politiche della stessa Università. Fu delegato alle attività di comunicazione e promozione dell'immagine dell'Università Cattolica.
Fu coordinatore del corso di laurea triennale Comunicazione e società e direttore del Master in Comunicazione, Marketing Digitale e Pubblicità Interattiva dal 2011.
Fausto Colombo è morto a Monza il 14 gennaio 2025; i funerali, dopo due giorni, si sono svolti nella basilica di Sant'Ambrogio a Milano.

## Interessi di ricerca
Autore di saggi e libri nei quali i principali temi trattati sono la storia dell'industria culturale italiana, gli effetti sociali della digitalizzazione, il ruolo delle generazioni nella società e la storia della generazione dei Baby Boomer italiani.
Fin dagli inizi della carriera scientifica Colombo si è occupato del legame tra digitalizzazione e trasformazioni sociali. Nel primo volume Gli archivi imperfetti (Milano, Vita e Pensiero 1986) ho studiato i legami fra la nascita degli archivi informatici e la memoria sociale. Sul complesso fenomeno della digitalizzazione ha curato nel 1994, con Gianfranco Bettetini, il volume Le nuove tecnologie della comunicazione (Milano, Bompiani), e poi La digitalizzazione dei media (a cura di, Roma, Carocci 2007). Nella fase più recente dei suoi studi, Colombo si è inserito nel filone dell’analisi critica delle rete, sia con il volume Il potere socievole. Storia e critica dei social media (Milano:Bruno Mondadori 2013), sia con una serie di saggi in inglese e francese su fenomeni come il trolling, il controllo dei dati e le sfide alla privacy.
Ampio l'interesse sul tema circa il legame fra i fenomeni della digitalizzazione e l’appartenenza generazionale o alla classe di età, anche attraverso indagini empiriche, utilizzando sia surveys sia metodologie qualitative. Tra le pubblicazioni più importanti (con Piermarco Aroldi e Simone Carlo) New Elders, Old Divides: ICTs, Inequalities and Well Being amongst Young Elderly Italians.
Negli ultimi anni Colombo ha approfondito il tema della discourse analysis, con applicazioni anche al ruolo della fotografia e alla diffusione di immagini online (in particolar con Imago Pietatis. Indagine su fotografia e compassione.

## Opere principali
- Gli archivi imperfetti. Memoria sociale e cultura elettronica, Vita e Pensiero, Milano 1986
- I persuasori non occulti, Lupetti, Milano 1989
- Ombre sintetiche. Saggio di teoria dell'immagine elettronica, Liguori, Napoli 1990
- Le nuove tecnologie della comunicazione (con Gianfranco Bettetini), Bompiani, Milano 1993
- Dizionario della pubblicità. Storia, tecniche e personaggi (a cura di, con Alberto Abruzzese), Zanichelli, Bologna 1994
- Il videogioco come mezzo di comunicazione, (con Daniela Cardini), Centro Studi Telecom Italia, Venezia 1995
- Il testo visibile. Storia, teoria e modelli di analisi (a cura di, con Ruggero Eugeni), NIS, Firenze 1996
- La cultura sottile. Media e industria culturale italiana dall'Ottocento ad oggi, Bompiani, Milano 1998
- Eros memoria e civiltà (con Gianfranco Bettetini), Costa & Nolan, Milano 1999
- Il piccolo libro del telefono, Bompiani, Milano 2001
- I margini della cultura (con Luisella Farinotti e Francesca Pasquali), Angeli, Milano 2001
- Il prodotto culturale. Teorie, tecniche di analisi, case histories (a cura di, con Ruggero Eugeni), Carocci, Roma 2001
- Introduzione allo studio dei media, Carocci, Roma 2003
- Television and Interactivity in Europe, V&P, Milano 2004
- Atlante della comunicazione, Hoepli, Milano 2005
- Digitizing Tv (a cura di, con Nicoletta Vittadini), Vita e Pensiero, Milano 2006
- La digitalizzazione dei media, Carocci, Roma 2007
- Boom. Storia di quelli che non hanno fatto il sessantotto, Bompiani, Milano 2008
- Tracce. Atlante warburghiano della televisione (a cura di), Link Ricerca, Milano 2010.
- Comunicazione, Cultura, Società (con Guido Gigli), Editrice La Scuola, 2012.
- Il Paese Leggero. Gli italiani e i media tra contestazione e riflusso, Laterza, Bari 2012.
- Media e generazioni nella società italiana (a cura di, con Giovanni Boccia Artieri, Luigi Del Grosso Destreri, Francesca Pasquali, Michele Sorice, Franco Angeli, Milano, 2012.
- Controllo, identità, parresìa. Un approccio foucaultiano al web 2.0, COMUNICAZIONI SOCIALI, V&P, Milano 2012
- Il potere socievole. Storia e critica dei social media, Bruno Mondadori, Milano 2013
- Social TV. Produzione, esperienza e valore nell'era digitale (a cura di), Egea, Milano 2015
- New Elders, Old Divides: ICTs, Inequalities and Well Being amongst Young Elderly Italians (con Piermarco Aroldi e Simone Carlo), COMUNICAR, vol. 23, 2015
- THE POST-INTERMEDIATION OF TRUTH. Newsmaking from Media Companies to Platform (con Simone Tosoni e Maria Francesca Murru), COMUNICAZIONI SOCIALI, V&P, Milano 2017
- Imago Pietatis. Indagine su fotografia e compassione, Vita e Pensiero, Milano 2018
- Ecologia dei media. Manifesto per una comunicazione gentile, Vita e Pensiero, Milano 2020
- Verità e democrazia. Sulle orme di Michel Foucault, Mimesis, Milano-Udine, 2022
- Comunicare. Persone, relazioni, media (con Giovanni Boccia Artieri e Guido Gili), Laterza, Roma-Bari, 2022.